# الدين في جرينلاند
الدين في جرينلاند (2010)
الدين في جرينلاند الأوسع انتشاراً هو المسيحية، فغالبية سكان جرينلاند من المسيحيين، ويرتبطون بكنيسة الدنمارك عبر كنيسة جرينلاند، وهي بروتستانتية في طبيعتها ولوثرية في التوجه. كنيسة الدنمارك هي الكنيسة المؤسسة بحسب دستور الدنمارك؛ وينطبق هذا على مملكة الدنمارك بأكملها باستثناء جزر فارو، حيث أصبحت كنيسة جزر فارو مستقلة منذ عام 2007. لكن المعتقدات الروحية التقليدية للإنويت تظل قوية في العديد من المجتمعات النائية في جرينلاند.

## المسيحية
اللوثرية ممثلة في الغالب بكنيسة الدنمارك، وهي الفئة الدينية السائدة بالمقارنة بالطوائفالمسيحية، تليها المجتمعات الصغيرة من المعمدانيين، المورمون، الكاثوليك، شهود يهوه، السبتيين، المشيخيين، الكالفينيين، الإنجيليين، والمسيحيين الأرثوذكس.

### تاريخ
بُشر بالمسيحية لأول مرة في جرينلاند عام 1000 م على يد المستوطنين الإسكندنافيين. ليس من المؤكد ما حدث للإسكندنافيين لكنهم اختفوا في النهاية، على الأرجح بسبب المناخ القاسي المتزايد، وتراجع التجارة مع البر الرئيسي لأوروبا، وربما الصراعات مع القبائل الأصلية. وبحلول القرن الثامن عشر، عاد الإسكندنافيون. عندما انفصلت النرويج عن الدنمارك في عام 1814، ظلت جرينلاند دنماركية، على الرغم من أنها تتمتع بدرجة معينة من الحكم الذاتي الذي يقتضيه موقعها النائي. اليوم، لا تزال كنيسة الدنمارك ذات الانتشار الديني السائد في البلاد، ولكن مع درجة من الاستقلالية، بما في ذلك أسقفها الخاص، و19 أبرشية مقسمة على 3 عمادة، و40 كنيسة أو كنيسة صغيرة، و25 نائباً أو كاهناً.

### اللوثرية

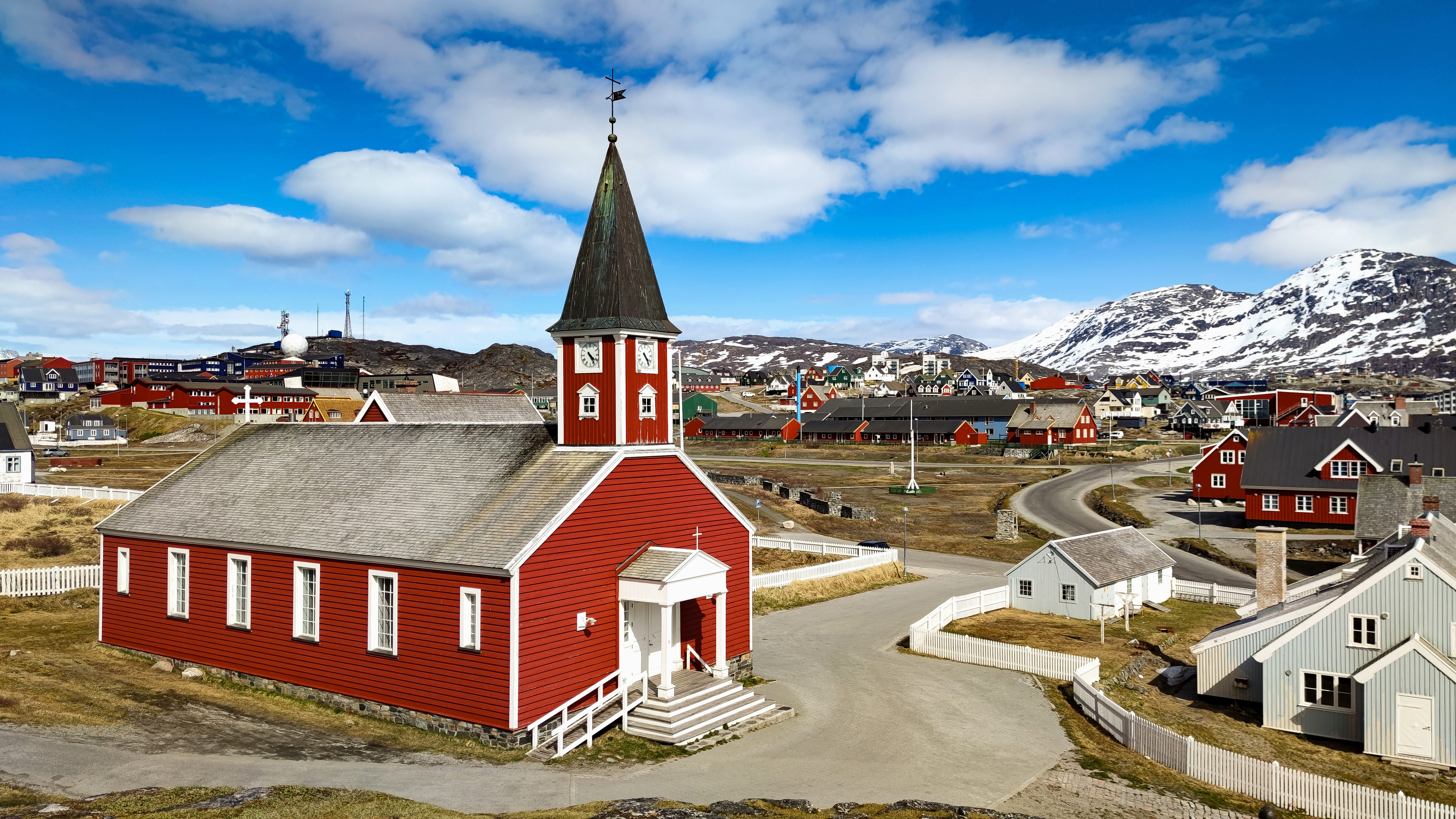
كاتدرائية نوك.

كنيسة جرينلاند ، المكونة من أبرشية جرينلاند، هي الكنيسة اللوثرية الرسمية في جرينلاند تحت قيادة أسقف جرينلاند. وكنيسة جرينلاند شبه مستقلة عن كنيسة الدنمارك، إلا أنها لا تزال تعتبر أبرشية تابعة لكنيسة الدنمارك. تاريخياً -قبل الإصلاح- كانت أبرشية جرينلاند تُعرف باسم أبرشية جارار. انتهى الوجود الفعلي لهذه الأبرشية القديمة في القرن الرابع عشر بوفاة الأسقف ألفورين عام 1377. ومع ذلك، ظل الأساقفة يُعيَّنون حتى عام 1537، على الرغم من أن أيًا منهم لم يصل إلى جرينلاند على الإطلاق. من عام 1905 إلى عام 1923، كانت جرينلاند جزءاً من أبرشية زيلندا المهجورة الآن. من عام 1923 إلى عام 1993 كانت جزءاً من أبرشية كوبنهاغن. وفي عام 1980 تم تعيين أسقف لجرينلاند نيابة عن أسقف كوبنهاغن. وتم إعادة تأسيس الأبرشية فقط في عام 1993 عندما أعيدت تسميتها باسم أبرشية جرينلاند، كأبرشية مستقلة عن أبرشية كوبنهاغن. تخضع كنيسة جرينلاند، بالاشتراك مع المؤسسات الأخرى داخل الإقليم، للحكم من الدنمارك، ولكن مع قدر كبير من الإدارة الذاتية. تتكون كنيسة جرينلاند من أبرشية واحدة، وهي جزء من الكنيسة الدنماركية ولكنها تتجه نحو الاستقلال الكامل. وفي هذا الصدد، فهي تحذو حذو كنيسة جزر فارو، التي هي أيضاً أبرشية واحدة وحصلت على الاستقلال الكامل عن كنيسة الدنمارك في يوليو 2007. في 21 يونيو 2009، استولت حكومة جرينلاند المحلية على كنيسة جرينلاند، حيث يقع التمويل والتشريع الآن تحت حكومة جرينلاند على عكس الأبرشيات الأخرى في كنيسة الدنمارك التي تقع تحت سلطة الكنيسة الدنماركية. البرلمان. ومع ذلك، لا تزال كنيسة جرينلاند أبرشية تابعة لكنيسة الدنمارك. كما هو الحال مع الكنائس اللوثرية الأسقفية الإنجيلية الأخرى، تعترف كنيسة جرينلاند بالخدمة التاريخية الثلاثية للأساقفة والكهنة والشمامسة؛ فهو يعترف بسرّي المعمودية والإفخارستيا؛ ويوفر طقوساً للطقوس الأخرى بما في ذلك التثبيت والزواج والرسامة والاعتراف والدفن؛ يعتمد إيمانها على الكتاب المقدس وعقائد الكنيسة القديمة واعتراف أوغسبورغ. وهي في شركة كاملة مع الكنائس اللوثرية الأخرى في دول الشمال ودول البلطيق ومع الكنائس الأنجليكانية في الجزر البريطانية. رجال الدين، الذين يعملون مع مجالس الأبرشيات المحلية، ولكن يتم ترسيمهم والإشراف عليهم من قبل الأسقف، يعملون في شبكة من سبعة عشر أبرشية، مع الكنائس والمصليات في جميع أنحاء جرينلاند. يحمل أربعة من كبار الكهنة لقب "العميد" - أحدهم عميد كنيسة الكاتدرائية، وثلاثة عمداء مناطق للعمادات الثلاثة، وهي هيكل إداري يقع بين مستوى الأبرشية ومستوى الأبرشيات المحلية.

### الكاثوليكية
الكنيسة الكاثوليكية في جرينلاند هي جزء من الكنيسة الكاثوليكية العالمية، تحت القيادة الروحية للبابا في روما. يوجد عدد قليل جداً من الكاثوليك في هذه المنطقة ذات الأغلبية البروتستانتية. هناك 50 كاثوليكياً مسجلين وحوالي 4 كاثوليكيين من الجرينلانديين الأصليين من أصل 57000 نسمة. وهم جزء من الرعية الكاثوليكية الوحيدة في جرينلاند، في نوك، عاصمة جرينلاند. الجزيرة بأكملها تخضع لسلطة أبرشية كوبنهاغن بالدنمارك. تم إدخال الكاثوليكية إلى جرينلاند في القرن الحادي عشر بمساعدة ملك النرويج، حيث تم إنشاء أول الكنائس في نصف الكرة الغربي، وبعد جهد كبير، استقبل شعب جرينلاند أسقفاً. ازدهرت الكنيسة مع المستعمرة الإسكندنافية التي بلغت ذروتها في القرن الرابع عشر، وكانت لها علاقة نشطة مع الدول الاسكندنافية والقارة الأوروبية؛ كما شاركت الكنيسة في الاستكشاف الأوروبي للأمريكتين. أدى التخلي عن المستعمرة حوالي عام 1450 إلى إنهاء أي وجود للكنيسة في جرينلاند، كما أدى الإصلاح البروتستانتي في الدنمارك إلى منع جرينلاند من أي وجود كاثوليكي حتى القرن العشرين، عندما أُعلنت حرية الدين وأعيد تأسيس وجود كاثوليكي دائم صغير. كانت جرينلاند جزءاً من "الولاية الرسولية للقطب الشمالي" ومقرها النرويج من عام 1855 إلى عام 1868. منذ ذلك الوقت، أصبحت جرينلاند جزءاً من التسلسل الهرمي للكنيسة الكاثوليكية الدنماركية، في البداية محافظة كوبنهاغن الرسولية، والتي تم رفعها إلى نيابة رسولية، وبعد ذلك إلى أبرشية كاثوليكية كاملة. كانت المنطقة خاضعة لسلطة النائب الرسولي في كوبنهاغن في أوائل القرن العشرين. يزور الكهنة الكاثوليك جرينلاند منذ عام 1930، بعد أن حصل أسقف كوبنهاغن، البنديكتي ثيودور سوهر، على إذن من الفاتيكان لطلب الإذن من مبشرات مريم الطاهرة التبشيرية للتبشير هناك. خدم الكهنة الكاثوليك أيضاً ضمن جيش الولايات المتحدة كقساوسة في القرن العشرين. ظلت اللوثرية التي فرضتها الدولة سارية حتى عام 1953 حتى تم إعلان حرية الاعتقاد. في صيف عام 1980، أنشأت راهبات يسوع الصغيراتأخوية في نوك مع ثلاث أخوات. طلبت الدنمارك من اليونسكو الاعتراف بأنقاض المقر الأسقفي في جارار كجزء من موقع التراث العالمي. وفي عام 2007، عُقدت قمة بيئية عالمية في نوك في كنيستهم الكاثوليكية، حضرها مسئولون كاثوليك وأرثوذكس والأمم المتحدة بموافقة البابا بندكت السادس عشر.

## معتقدات الإنويت
من الناحية الإثنوغرافية، ينقسم 80% من السكان بين سكان الإنويت والسكان المختلطين مع الإنويت والدنماركيين. ويقال أن سكان الإنويت ينحدرون من السيبيريين الذين عبروا من آسيا إلى أمريكا الشمالية في تلك الجزيرة. على الرغم من أن أقل من 1% من السكان يمارسون معتقدات الإنويت الروحية، إلا أن وجود الشامانية منتشر على نطاق واسع.

## الإسلام
اعتباراً من عام 2013، المسلم الوحيد المعروف الذي يعيش في جرينلاند هو المواطن اللبناني وسام أزقير، الذي يعيش في نوك، حيث يدير مطعماً.